# Голос країни (шостий сезон)
Тренерами шостого сезону шоу стали Святослав Вакарчук, Тіна Кароль, Потап та Іван Дорн. Прем'єра відбулася 28 лютого 2016 року о 21-й годині на телеканалі «1+1».
Переможцем шоу стала — Віталіна Мусієнко.
У шостому сезоні нові ведучі — Юрій Горбунов та Катерина Осадча.

## Наосліп
| Випуск  | Тренери та їхні учасники                       | Тренери та їхні учасники                                                                     | Тренери та їхні учасники                                         | Тренери та їхні учасники                       |
| Випуск  | Вакарчук                                       | Кароль                                                                                       | Потап                                                            | Іван Дорн                                      |
| ------- | ---------------------------------------------- | -------------------------------------------------------------------------------------------- | ---------------------------------------------------------------- | ---------------------------------------------- |
| 01      | Аліна Башкіна Чингіз Мустафаєв                 | Юрій Навроцький                                                                              | Вікторія Шейко Тетяна Амірова                                    | Андрій Осадчук Костянтин Дмитрієв Роман Милян  |
| 02      | Ескендер Іслямов Микола Бобрик                 | Віталія Діденко Маша Кацева                                                                  | Вілен Кільченко Антоніо Гомез Круз Анастасія Прудіус Уляна Кушик | Анастасія Янцур Іван Базюк                     |
| 03      | Віталіна Мусієнко Євген Клебанов               | Олександра Казакова Антон Якубовський Агата Вільчик                                          | Маргарта Мелешко П'єр Едель Павло Палійчук                       | Юлія Юріна Анастасія Пшокіна                   |
| 04      | Ян Ярош Жанна Іграєва Михайло Лузін            | Катерина Рочняк Ксенія Зотова                                                                | Юлія Мар'янко Катерина Гуменюк                                   | Влад Каращук Христина Азарова Діана Діковскі   |
| 05      | Іванна Червінська Аня Богданова                | Олександра Слюсаренко Петр Челялі                                                            | Назар Бецель Тетяна Сергієнко Іван Чижевич                       | Стас Корольов Христина Олексин Вероніка Коваль |
| 06      | Маргарита Тишкевич Аняня Удогво Тетяна Дяченко | Олексій Баришніков Олександр Вечканов і Олександр Чекмарьов Анастасія Грошко [[Інна Іщенко]] |                                                                  | Вікторія Дмитрук                               |
| Загалом | 14                                             | 14                                                                                           | 14                                                               | 14                                             |

## Бої
| Випуск | №  | Учасники              | Учасники              | Учасники            | Учасники            | Пісня                        | Тренер             |
| ------ | -- | --------------------- | --------------------- | ------------------- | ------------------- | ---------------------------- | ------------------ |
| 07     | 1  | Антон Якубовський     | Антон Якубовський     | Юрій Навроцький     | Юрій Навроцький     | Стыцамен                     | Тіна Кароль        |
| 07     | 2  | Катерина Гуменюк      | Катерина Гуменюк      | Настя Прудіус       | Настя Прудіус       | If I ain't got You           | Потап              |
| 07     | 3  | Костянтин Дмитрієв    | Костянтин Дмитрієв    | Вікторія Дмитрук    | Вікторія Дмитрук    | Ain't nobody                 | Іван Дорн          |
| 07     | 4  | Михайло Лузін         | Михайло Лузін         | Маргарита Тишкевич  | Маргарита Тишкевич  | How Deep Is Your Love        | Святослав Вакарчук |
| 07     | 5  | Катерина Рочняк       | Катерина Рочняк       | Анастасія Грошко    | Анастасія Грошко    | Вище неба                    | Тіна Кароль        |
| 07     | 6  | Юлія Мар'янко         | Юлія Мар'янко         | Вілен Кільченко     | Вілен Кільченко     | Божевільна                   | Потап              |
| 07     | 7  | Євген Клебанов        | Євген Клебанов        | Микола Бобрик       | Микола Бобрик       | I'm not the only one         | Святослав Вакарчук |
| 07     | 8  | Мария Кацева          | Мария Кацева          | Віталія Діденко     | Віталія Діденко     | Имя 505                      | Тіна Кароль        |
| 07     | 9  | Анастасія Янцур       | Анастасія Янцур       | Юлія Юріна          | Юлія Юріна          | Тримай                       | Іван Дорн          |
| 08     | 1  | Роман Милян           | Роман Милян           | Іван Базюк          | Іван Базюк          | Зоряна осінь                 | Іван Дорн          |
| 08     | 2  | Вікторія Шейко        | Вікторія Шейко        | П'єр Едель          | П'єр Едель          | Maybe I, maybe you           | Потап              |
| 08     | 3  | Ескандер Іслямов      | Ескандер Іслямов      | Ян Ярош             | Ян Ярош             | Так мало тут тебе            | Святослав Вакарчук |
| 08     | 4  | Олексій Баришніков    | Олексій Баришніков    | Олександра Казакова | Олександра Казакова | Синими Желтыми Красными      | Тіна Кароль        |
| 08     | 5  | Діана Діковські       | Діана Діковські       | Христина Азарова    | Христина Азарова    | Mas que nada                 | Іван Дорн          |
| 08     | 6  | Ксенія Зотова         | Ксенія Зотова         | Агата Вільчик       | Агата Вільчик       | Сдаться ты всегда успеешь    | Тіна Кароль        |
| 08     | 7  | Уляна Кушик           | Уляна Кушик           | Павло Палійчук      | Павло Палійчук      | Бигуди                       | Потап              |
| 08     | 8  | Іванна Червінська     | Іванна Червінська     | Жанна Іграєва       | Жанна Іграєва       | Dream a Little Dream Of Me   | Святослав Вакарчук |
| 08     | 9  | Стас Корольов         | Стас Корольов         | Владислав Каращук   | Владислав Каращук   | La La La                     | Іван Дорн          |
| 08     | 10 | Аняня Удогво          | Аняня Удогво          | Чингіз Мустафаєв    | Чингіз Мустафаєв    | Реве та стогне Дніпр широкий | Святослав Вакарчук |
| 09     | 1  | Христина Олексин      | Христина Олексин      | Андрій Осадчук      | Андрій Осадчук      | Happy End                    | Іван Дорн          |
| 09     | 2  | Тетяна Дяченко        | Тетяна Дяченко        | віталіна Мусієнко   | віталіна Мусієнко   | One love                     | Святослав Вакарчук |
| 09     | 3  | Тетяна Амірова        | Тетяна Амірова        | Антоніо Гомез Круз  | Антоніо Гомез Круз  | Ти подобаєшся мені           | Потап              |
| 09     | 4  | Олександра Слюсаренко | Олександра Слюсаренко | Інна Іщенко         | Інна Іщенко         | Я так хочу                   | Тіна Кароль        |
| 09     | 5  | Маргарита Мелешко     | Маргарита Мелешко     | Іван Чижевич        | Іван Чижевич        | Скрипка грає                 | Потап              |
| 09     | 6  | Вероніка Коваль       | Вероніка Коваль       | Анастасія Пшокіна   | Анастасія Пшокіна   | Але                          | Іван Дорн          |
| 09     | 7  | Анна Богданова        | Анна Богданова        | Аліна Башкіна       | Аліна Башкіна       | Woman in love                | Святослав Вакарчук |
| 09     | 8  | Назар Бецель          | Назар Бецель          | Тетяна Сергієнко    | Тетяна Сергієнко    | Пустельник                   | Потап              |
| 09     | 9  | Петро Челялі          | Петро Челялі          | Дует А17            | Дует А17            | Намалюю тобі зорі            | Тіна Кароль        |

## Нокаути
| Випуск | №                   | Учасники               | Пісня       | Тренер |
| ------ | ------------------- | ---------------------- | ----------- | ------ |
| 10     |                     |                        |             |        |
| 1      | Владислав Каращук   | Подоляночка            | Іван Дорн   |        |
| 2      | Анастасія Пшокіна   | Sunrise                | Іван Дорн   |        |
| 3      | Роман Милян         | Lonely no more         | Іван Дорн   |        |
| 4      | Діана Діковські     | Заплуталась            | Іван Дорн   |        |
| 5      | Костянтин Дмитрієв  | Don't wanna fight      | Іван Дорн   |        |
| 6      | Катерина Гуменюк    | No ordinary love       | Іван Дорн   |        |
| 7      | Христина Олексин    | Кохання                | Іван Дорн   |        |
| 8      | Юлія Юріна          | Oops!…I did it again   | Іван Дорн   |        |
| 1      | Іван Базюк          | Малыш                  | Тіна Кароль |        |
| 2      | Катерина Рочняк     | Кукушка                | Тіна Кароль |        |
| 3      | Маша Кацева         | Long And Lonesome Road | Тіна Кароль |        |
| 4      | Дует А17            | Moves Like Jagger      | Тіна Кароль |        |
| 5      | Інна Іщенко         | Сліди маленьких рук    | Тіна Кароль |        |
| 6      | Антон Якубовський   | I Can't Dance          | Тіна Кароль |        |
| 7      | Агата Вільчик       | Twist in my sobriety   | Тіна Кароль |        |
| 8      | Олександра Казакова | Royals                 | Тіна Кароль |        |

| Випуск | №                  | Учасники             | Пісня              | Тренер |
| ------ | ------------------ | -------------------- | ------------------ | ------ |
| 11     |                    |                      |                    |        |
| 1      | Микола Бобрик      | Мальви               | Святослав Вакарчук |        |
| 2      | Ескендер Іслямов   | Believe              | Святослав Вакарчук |        |
| 3      | Аняня Удогво       | You Are So Beautiful | Святослав Вакарчук |        |
| 4      | Аліна Башкіна      | Закувала зозуленька  | Святослав Вакарчук |        |
| 5      | Маргарита Тишкевич | Skinny Love          | Святослав Вакарчук |        |
| 6      | Вікторія Шейко     | Under The Bridge     | Святослав Вакарчук |        |
| 7      | Віталіна Мусієнко  | Over The Love        | Святослав Вакарчук |        |
| 8      | Іванна Червінська  | Вербова дощечка      | Святослав Вакарчук |        |
| 1      | Настя Прудіус      | Коханий              | Потап              |        |
| 2      | Вілен Кільченко    | They won't go        | Потап              |        |
| 3      | П'єр Едель         | Gimme! Gimme! Gimme! | Потап              |        |
| 4      | Ян Ярош            | After Dark           | Потап              |        |
| 5      | Маргарита Мелешко  | Love me againr       | Потап              |        |
| 6      | Тетяна Амірова     | Womanizer            | Потап              |        |
| 7      | Павло Палійчук     | Колискова            | Потап              |        |
| 8      | Назар Бецель       | Танець пінгвіна      | Потап              |        |

## Прямі ефіри

### Чвертьфінал
| Випуск | №  | Учасники            | Пісня                | Тренер             |
| ------ | -- | ------------------- | -------------------- | ------------------ |
| 12     | 1  | Антон Якубовський   | Ой чий то кінь       | Тіна Кароль        |
| 12     | 2  | Інна Іщенко         | Чорна рілля          | Тіна Кароль        |
| 12     | 3  | Олександра Казакова | Сизокрилий птах      | Тіна Кароль        |
| 12     | 4  | Агата Вільчик       | Ой, давно            | Тіна Кароль        |
| 12     | 5  | Павло Палійчук      | Supreme              | Потап              |
| 12     | 6  | Маргарита Мелешко   | Виростеш ти, сину    | Потап              |
| 12     | 7  | Назар Бецель        | Careless             | Потап              |
| 12     | 8  | Тетяна Амірова      | За хмарами           | Потап              |
| 12     | 9  | Влад Каращук        | Running              | Іван Дорн          |
| 12     | 10 | Костянтин Дмитрієв  | Верше                | Іван Дорн          |
| 12     | 11 | Христина Олексин    | Chain of fools       | Іван Дорн          |
| 12     | 12 | Юлія Юріна          | Веснянка             | Іван Дорн          |
| 12     | 13 | Віталіна Мусієнко   | Ой, у вишневому саду | Святослав Вакарчук |
| 12     | 14 | Микола Бобрик       | Feel                 | Святослав Вакарчук |
| 12     | 15 | Маргарита Тишкевич  | Мовчати              | Святослав Вакарчук |
| 12     | 16 | Іванна Червінська   | Едерлезі             | Святослав Вакарчук |

### Півфінал
| Випуск | №                                                | Тренер                                           | Учасники                                         | Пісня |
| ------ | ------------------------------------------------ | ------------------------------------------------ | ------------------------------------------------ | ----- |
| 13     |                                                  |                                                  |                                                  |       |
| 1      | Святослав Вакарчук                               | Іванна Червінська                                | Водограй                                         |       |
| 2      | Святослав Вакарчук                               | Віталіна Мусієнко                                | I Will Always Love You                           |       |
| 3      | Команда Святослава Вакарчука «Hit the Road Jack» | Команда Святослава Вакарчука «Hit the Road Jack» | Команда Святослава Вакарчука «Hit the Road Jack» |       |
| 4      | Іван Дорн                                        | Юлія Юріна                                       | Твое тело так загорело                           |       |
| 5      | Іван Дорн                                        | Влад Каращук                                     | Killing me softly with his song                  |       |
| 6      | Команда Івана Дорна «Ты всегда в плюсе»          | Команда Івана Дорна «Ты всегда в плюсе»          | Команда Івана Дорна «Ты всегда в плюсе»          |       |
| 7      | Потап                                            | Назар Бецель                                     | Кленовий вогонь                                  |       |
| 8      | Потап                                            | Павло Палійчук                                   | It's a Man's Man's Man's World                   |       |
| 9      | Команда Потапа «У мамы»                          | Команда Потапа «У мамы»                          | Команда Потапа «У мамы»                          |       |
| 10     | Тіна Кароль                                      | Інна Іщенко                                      | На поточку прала                                 |       |
| 11     | Тіна Кароль                                      | Агата Вільчик                                    | Come together                                    |       |
| 12     | Команда Тіни Кароль «Віра. Надія. Любов»         | Команда Тіни Кароль «Віра. Надія. Любов»         | Команда Тіни Кароль «Віра. Надія. Любов»         |       |

### Суперфінал
| Випуск        | №                                       | Тренер                                  | Учасники         | Пісня |
| ------------- | --------------------------------------- | --------------------------------------- | ---------------- | ----- |
| 14            |                                         |                                         |                  |       |
| Перша частина |                                         |                                         |                  |       |
| 1             | Іван Дорн                               | Влад Каращук                            | Happy            |       |
| 2             | Тіна Кароль                             | Інна Іщенко                             | Сіла птаха       |       |
| 3             | Святослав Вакарчук                      | Віталіна Мусієнко                       | Журавлі          |       |
| 4             | Потап                                   | Павло Палійчук                          | Соколята         |       |
| Друга частина |                                         |                                         |                  |       |
| 5             | Інна Іщенко та Тіна Кароль              | Інна Іщенко та Тіна Кароль              | Ходить сон       |       |
| 6             | Павло Палійчук та Потап                 | Павло Палійчук та Потап                 | За любовь        |       |
| 7             | Віталіна Мусієнко та Святослав Вакарчук | Віталіна Мусієнко та Святослав Вакарчук | Небо над Днепром |       |
| Третя частина |                                         |                                         |                  |       |
| 8             | Тіна Кароль                             | Інна Іщенко                             | Перепілочка      |       |
| 9             | Святослав Вакарчук                      | Віталіна Мусієнко                       | Україна          |       |